# Progetto Alpha
Progetto Alpha è la denominazione data a una burla organizzata nel 1979 ai danni del McDonnell Laboratory for Psychical Research, un centro ricerche di St. Louis.
Il laboratorio intendeva individuare individui dotati di capacità fuori dalla norma. Tra i molti volontari che si presentarono al laboratorio, due ragazzi da poco ventenni, Micheal Edwards e Steve Shaw, sconvolsero i risultati negativi precedentemente ottenuti da altri volontari.
I due ragazzi, apparentemente, superarono ogni prova: piegatura dei metalli, telecinesi, levitazione di oggetti, identificazione di nomi di oggetti nascosti. I due ragazzi furono giudicati dotati di facoltà paranormali, ma in seguito risultò che erano dei mistificatori.

## La storia del progetto
Il McDonnell Laboratory for Psychical Research era un laboratorio dedito allo studio di fenomeni parapsicologici e paranormali; aveva sede a St. Louis.
Il progetto si avviò nel 1979, sotto la guida del professor Peter Phillips. Le sue articolazioni avevano l'unico scopo di individuare persone (volontarie) in possesso di "poteri paranormali".

## James Randi e la chiusura
Dopo numerosi test falliti, si presentarono al Laboratorio due studenti universitari che superarono ottimamente ogni prova.
Il laboratorio ricevette poco tempo dopo delle telefonate da parte di James Randi, che si propose come assistente per scoprire truffe e/o inganni da parte dei volontari; diede inoltre alcuni consigli al team del laboratorio, poiché ipotizzava che i due volontari stessero ingannando i test tramite semplici trucchi.
Il team esaminò i consigli, ma non li ritenne di particolare rilievo, poco dopo la truffa fu svelata da James Randi. Era stato infatti Randi stesso ad organizzare l'intera burla, rivelando che il suo nome in codice (sconosciuto al laboratorio McDonnell) era "Progetto Alpha". 
Il 28 gennaio 1983, James Randi volle convocare una conferenza stampa, in cui dichiarò che i due studenti universitari, Micheal Edwards e Steve Shaw, erano due prestigiatori alle prime armi, ma molto bravi nell'arte illusoria. Spiegò che era stato lui il loro mandante, poiché il noto illusionista voleva dimostrare l'inaffidabilità delle ricerche universitarie a riguardo dei fenomeni e delle capacità paranormali, poiché nessuno meglio di un prestigiatore sa ingannare la scienza.
Poco tempo dopo la conferenza stampa, il laboratorio chiuse.